# Hernán Benítez
Hernán Benítez (Villa Tulumba, Córdoba; 12 de febrero de 1907 - Florida, partido de Vicente López; 22 de abril de 1996)
fue un sacerdote católico argentino, que ejerció gran influencia en el peronismo inicial —en particular en Eva Perón, de quien fue asesor y confesor— y en la Juventud Peronista de comienzos de los años setenta.

## Biografía
Nacido en Villa Tulumba, pequeño pueblo del norte de la provincia de Córdoba, vivió su infancia en la capital provincial. Desde niño quiso ser jesuita, y se escapó de su casa a los 12 años de edad, siendo admitido en la Compañía de Jesús; pese a que su madre intentó obligarlo a abandonar la Compañía por vía judicial, Benítez logró que el juez le permitiera permanecer en el noviciado.
Su negativa a ser enviado a continuar sus estudios en Europa le valió ser enviado al Colegio Máximo de la ciudad de Santa Fe. Desde 1939 fue profesor en el seminario de Villa Devoto (un barrio de la ciudad de Buenos Aires), el más grande del país, e instaló por un tiempo su residencia en el Colegio del Salvador de Buenos Aires. También escribió numerosos artículos para la revista Criterio, invitado por su director, Gustavo Franceschi, que dictaba clases en el seminario. El Viernes Santo de 1942 pronunció un sermón de tres horas que fue transmitido por Radio Municipal; desde entonces fue considerado un gran orador.
De acuerdo al historiador Robert Potash, se vinculó con el GOU y fue el redactor de varios documentos de esa agrupación militar, que tuvo participación central en la Revolución del 43 y en la dictadura subsiguiente. Continuó escribiendo artículos y predicando el catolicismo por medio de la radio; en 1944 protagonizó un curioso incidente, cuando se comprometió a encontrarse con una actriz para él desconocida a pedido de ella y faltó a su promesa. Al año siguiente, cuando el coronel Juan Perón era el miembro más activo y conocido del Gobierno militar, conoció a su mujer, Eva Perón, quien le recordó que era a ella a quien había plantado. No obstante, poco después Evita comenzó a concurrir a confesarse con el padre Benítez, que se convirtió en uno de sus principales asesores.
Acompañó a Eva Perón en su gira europea de 1947, en la que tuvo varias participaciones protocolares y políticas de importancia; también informaba confidencialmente al ya presidente Perón de todo lo ocurrido en la gira. También fue Benítez quien gestionó ante el futuro Pablo VI un encuentro con el papa Pío XII. La gira terminó abruptamente para Benítez cuando el general de la Compañía de Jesús, Jean-Baptiste Janssens lo obligó a viajar a un monasterio en Salamanca (España) y recluirse allí. En febrero de 1948, dado que la Compañía no le asignaba destino alguno, pidió y obtuvo del propio Janssens la secularización, es decir su alejamiento de la Compañía para continuar como simple sacerdote.
De regreso en la Argentina, fue designado director del Instituto de Publicaciones de la Universidad de Buenos Aires, y poco después Consejero Espiritual de la Fundación Eva Perón. Ese último cargo le permitió observar de cerca la actuación de Evita, su «indisimulada enemistad con las castas privilegiadas» y su entrega personal a favor de los más pobres. Fue testigo y consejero a lo largo de la enfermedad terminal que padeció Evita, y estuvo junto a ella hasta pocas horas antes de su muerte, ocurrida en julio de 1952. Perón intentó repetidamente que Benítez fuera nombrado obispo, pero la Curia romana temió por su autonomía si nombraba obispos tan identificados con el partido gobernante.
Su trayectoria posterior al golpe de Estado de 1955 estuvo centrada en la publicación de libros y artículos. Durante la dictadura fue expulsado de su cátedra en el seminario y perseguido, su casa allanada en tres oportunidades y —según su propio relato al general Perón— en el mes de febrero de 1956 intentaron asesinarlo, aunque salvó su vida huyendo por los techos. Publicó el periódico Rebeldía, con el que tuvo una importante participación en la resistencia peronista de esos años. En 1958 se enfrentó con Perón por el apoyo que éste daba a la acción armada de los peronistas, a la que llamaba subversión. No volvió a entrevistarse con Perón, y rara vez le volvió a escribir.
Durante años fue cura de una pequeña iglesia del partido de Vicente López. Apoyó públicamente la Revolución Cubana y mostró su admiración por la acción del sacerdote colombiano Camilo Torres, muerto como miembro de una organización guerrillera. Mutando su punto de vista sobre la violencia política, llegó a defenderla en carta al obispo Helder Cámara, máxima figura de la teología de la liberación. En 1970 dio, junto con el padre Carlos Mujica, el responso ante los cuerpos de Gustavo Ramus y Fernando Abal Medina, miembros de la organización Montoneros, que poco antes había asesinado al exdictador Pedro Eugenio Aramburu. Ambos fueron arrestados, acusados de apología del crimen e incitación a la violencia, pero a la semana fueron liberados.
Durante los años siguientes siguió siendo un referente de la Juventud Peronista, pero se mantuvo alejado de la exposición pública. Tuvo un breve paso por la Universidad de Buenos Aires durante la gestión de Rodolfo Puiggrós como rector, en el cargo de director del Instituto del Tercer Mundo. Consagrado a escribir libros —la gran mayoría de los cuales no fueron nunca publicados— y alejado ya de su parroquia, se instaló en una casa de la calle Blas Parera de la localidad bonaerense de Florida. Vivió de una jubilación como profesor y de una subvención que se le había acordado por haber ganado un Premio Nacional de Filosofía.
En 1985 escribió a Chicha, la última hermana sobreviviente de Eva Perón, una carta en que relata muchos hechos, entre los cuales hace repetidas veces a un dolor y un «secreto sufrimiento... que, como ningún otro, desgarró su corazón.». Si bien Benítez no mencionaba cuál habría sido ese «dolor secreto», Marta Cichero especula que sería la imposibilidad de reunirse con una hija extramatrimonial que Evita habría tenido años antes de conocer a Perón con el actor Pedro Quartucci, que se llamaría Nilda.
Ya desde la década de 1980, estaba aquejado de una polineuritis muscular, que le inutilizó un brazo y una pierna y lo condenó a una silla de ruedas. Falleció en Florida el 22 de abril de 1996.

## Obras
- El drama religioso de Unamuno (1949).
- La Argentina de ayer y de hoy (1950).
- Eva Perón en la plegaria de su pueblo (1952).
- La aristocracia frente a la revolución (1953).
- ¿Pueden los novios ser castos? (1959).
- El precio de mi traición (1997).